# Telenomus laricis
Telenomus laricis är en stekelart som beskrevs av Walker 1836. Telenomus laricis ingår i släktet Telenomus, och familjen gallmyggesteklar. Arten är reproducerande i Sverige.